# Chris Smith
Sean Christian "Chris" Smith (Chicago, 24 de dezembro de 1999) é um jogador norte-americano de basquete profissional que atualmente joga no Detroit Pistons da National Basketball Association (NBA) e no Motor City Cruise da G-League.
Ele jogou basquete universitário no UCLA Bruins durante 4 temporadas e não foi selecionado no Draft da NBA de 2021.

## Início da vida e carreira no ensino médio
O pai de Smith, Sean, foi seu treinador no ensino médio. Durante seus dois primeiros anos na Fort Worth Country Day School, Smith foi o quarterback do time de futebol americano, além de jogar basquete. Ele cresceu 23 cm entre o primeiro e o segundo ano do ensino médio. Ele se transferiu para a Huntington Prep School.
Em janeiro de 2017, Smith anunciou que iria se reclassificar da classe de 2018 para a classe de 2017. Um recruta de três estrelas, ele assinou com a UCLA depois de considerar ofertas de Oregon, TCU, Michigan, Ohio State, Carolina do Norte e Virginia Tech.

## Carreira universitária
Como calouro, ele teve médias de 3,9 pontos e 1,9 rebotes, mas teve dificuldades com turnovers. Em sua segunda temporada, Smith marcou dois dígitos em seus primeiros cinco jogos, mas só alcançou dois dígitos em cinco dos jogos restantes. Ele teve médias de 6,3 pontos e 3,7 rebotes como titular em meio período.
Durante seu terceiro ano, Smith teve média de 13,1 pontos, 5,4 rebotes, 1,6 assistências e 1,0 roubadas de bola. Ele melhorou seu desempenho durante a temporada, registrando seu primeiro duplo-duplo de 17 pontos e 12 rebotes em uma vitória contra Washington em 2 de janeiro. Em 31 de janeiro, Smith marcou 30 pontos em uma vitória por 72-68 contra Colorado. Ele ajudou os Bruins a terminar em segundo na Conferência Pac-12 e foi nomeado para a Primeira-Equipe da Pac-12. Após a temporada, Smith se declarou para o Draft da NBA de 2020, mas depois se retirou, retornando à UCLA para sua última temporada.
Em 31 de dezembro de 2020, ele sofreu uma lesão no joelho contra Utah. Mais tarde, ele foi diagnosticado com um ligamento cruzado anterior rompido e foi descartado para a temporada. Ele terminou a temporada com médias de 12,6 pontos e 6,4 rebotes. Depois de passar por uma cirurgia, ele passou um mês longe da equipe antes de retornar para se reabilitar. Ele não deveria poder retomar as atividades de basquete até o outono.
Após a temporada, Smith se declarou para o Draft da NBA de 2021, mantendo a opção de retornar à UCLA. Um ano extra de elegibilidade foi concedido aos atletas por causa da pandemia do COVID-19, mas ele confirmou mais tarde que permaneceria no draft.

## Carreira profissional
Depois de não ser selecionado no draft, Smith foi contratado pelo Detroit Pistons para a Summer League, mas não era esperado que ele jogasse por causa de sua lesão. Em 17 de agosto de 2021, ele assinou um contrato de mão dupla para jogar com os Pistons e o Motor City Cruise da G-League. Em 29 de março de 2022, Smith passou por um procedimento de reconstrução do LCA e foi descartado pelo restante da temporada.

## Estatísticas da carreira

### Universitário
| Ano      | Equipe   | PJ  | PT | MPJ  | AP   | 3P   | LL   | RT  | AS  | BR  | TO | PPJ  |
| -------- | -------- | --- | -- | ---- | ---- | ---- | ---- | --- | --- | --- | -- | ---- |
| 2017–18  | UCLA     | 33  | 0  | 13.1 | .439 | .179 | .585 | 1.9 | .5  | .2  | .2 | 3.9  |
| 2018–19  | UCLA     | 33  | 12 | 19.6 | .405 | .281 | .719 | 3.7 | 1.3 | .4  | .3 | 6.3  |
| 2019–20  | UCLA     | 31  | 26 | 28.3 | .458 | .341 | .840 | 5.4 | 1.6 | 1.0 | .4 | 13.1 |
| 2020–21  | UCLA     | 8   | 8  | 28.0 | .438 | .500 | .794 | 6.4 | 2.0 | .9  | .5 | 12.6 |
| Carreira | Carreira | 105 | 46 | 22.2 | .435 | .325 | .734 | 4.3 | 1.3 | .6  | .3 | 8.9  |

Fonte: